# Górny Potok
Górny Potok – potok, lewobrzeżny dopływ Jarki, ciek wodny IV rzędu, mający długość 13 km i łączący się z Jarką na 71,5 km jej biegu. Swój początek bierze ze Wzgórz Szeskich i zwany jest w górnym biegu Wilkaską Strugą. Powierzchnia zlewni wynosi 48,2 km² i  pokryta jest glinami zwałowymi.
Nazwę Górny Potok wprowadzono urzędowo w 1949 roku, zastępując poprzednią niemiecką nazwę Gurner Bach.